# Harry Potter and the Forbidden Journey
Harry Potter and the Forbidden Journey ist ein Fahrgeschäft im Themenbereich The Wizarding World of Harry Potter des Freizeitparks Universal Islands of Adventure in Orlando, Florida. Die Fahrgäste werden an Szenen und Schauplätzen in und um dem aus den Harry-Potter-Büchern und -Filmen bekannten Hogwarts-Schloss vorbeigeführt. Die erste Ausführung des Fahrgeschäfts wurde am 18. Juni 2010 in Universal’s Islands of Adventure in Orlando eröffnet, die zweite am 15. Juli 2014 in den Universal Studios Japan in Osaka. Ein drittes Fahrgeschäft in den Universal Studios Hollywood wurde am 7. April 2016 eröffnet.

## Beschreibung
Dieser Abschnitt bezieht sich auf das Fahrgeschäft in den Islands of Adventure. Der Fahrtablauf in den anderen Standorten kann deutlich abweichen.

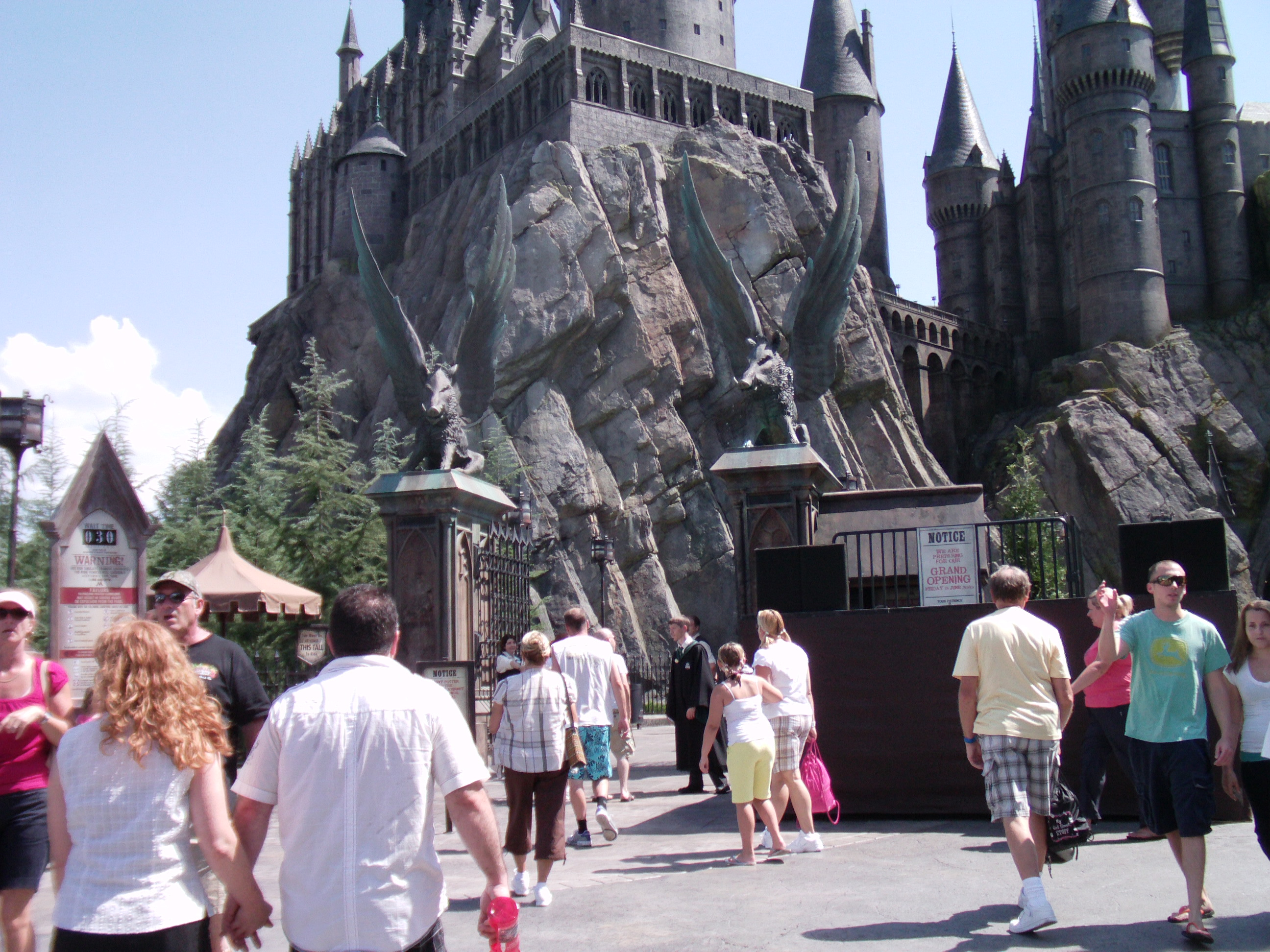
Besucher auf dem Weg zum Eingang des Fahrgeschäfts

In Harry Potter and the Forbidden Journey kommen Robocoaster von KUKA zum Einsatz, die eine freie Bewegung um drei Rotationsachsen der auf dem Roboterarm befestigten Fahrgastträger ermöglichen. Das Fahrgeschäft weist jedoch mehr Charakteristika einer Themenfahrt als einer Achterbahn auf. Die Fahrt beinhaltet einen Flug auf dem Besen um Hogwarts, Begegnungen mit der Peitschenden Weide und einer Gruppe Dementoren sowie ein Quidditch-Spiel. Die Fahrgäste werden von den Roboterarmen wild herumgeworfen und auf den Rücken gelegt, jedoch niemals auf den Kopf gestellt. Um die Fahrgäste zu sichern, kommen als Rückhaltesystem Schulterbügel zum Einsatz. Am Ende der Fahrt gelangen die Besucher in den Souvenirladen „Filch's Emporium of Confiscated Goods“. Es ist bei Harry Potter and the Forbidden Journey nicht möglich, die Wartezeit durch das Fast-Pass-System zu verkürzen. Für Einzelpersonen existiert jedoch eine Single-Rider-Warteschlange, mit der freie Einzelplätze in den Fahrgastträgern aufgefüllt werden.

### Wartebereich

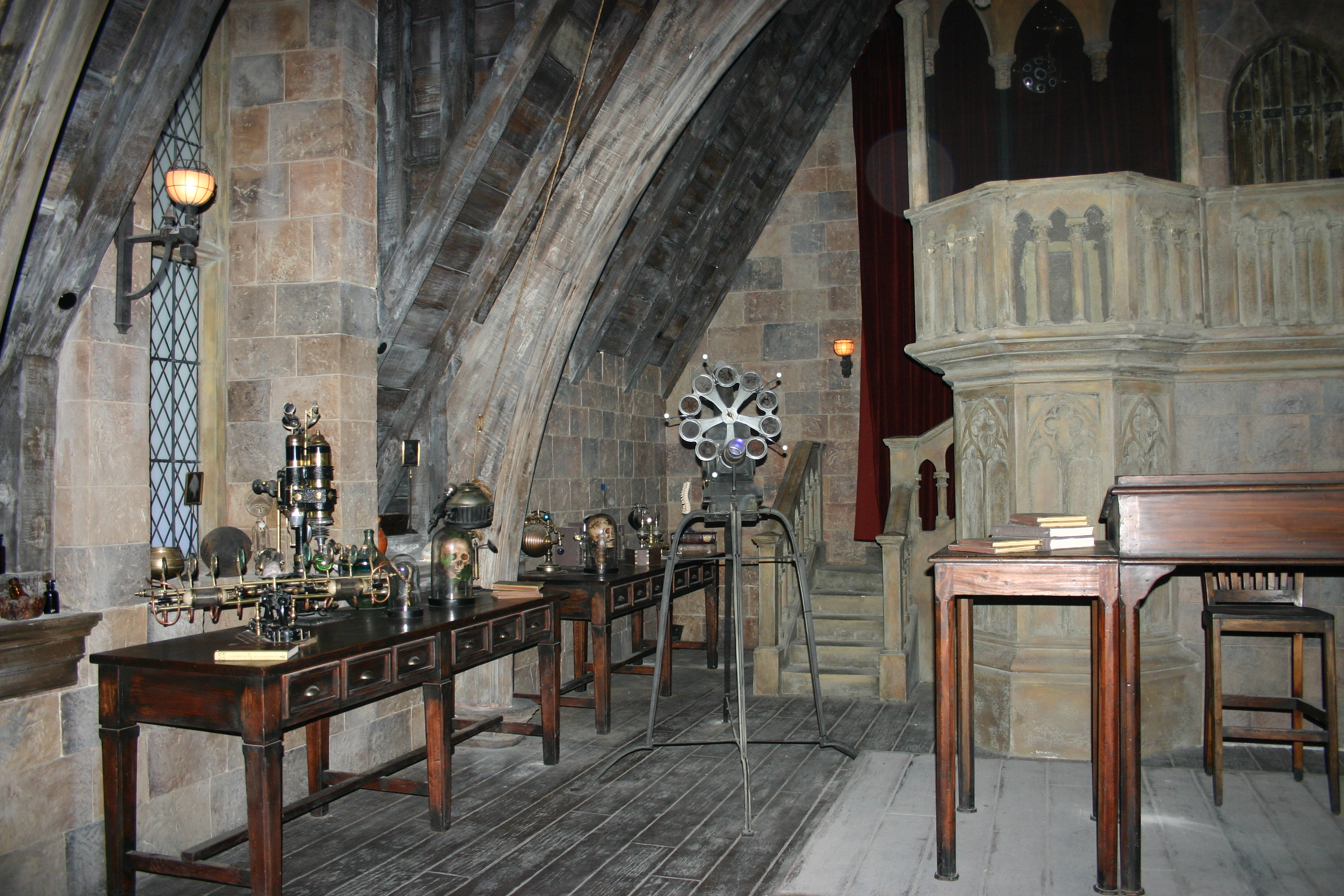
Der Klassenraum zur Verteidigung gegen die dunklen Künste

Die Besucher betreten das Gebäude durch das Tor von Hogwarts und beginnen ihre Reise in den Katakomben, in denen sich bekannte Gegenstände aus den Büchern und Filmen befinden. Anschließend können die Besucher in Schließfächern ihr Gepäck einschließen. Die Warteschlange führt danach wieder nach draußen, durch das Gewächshaus und wieder in das Schloss. Hier befinden sich weitere bekannte Objekte, wie der Spiegel Nerhegeb, die Hogwarts Haus Juwelen und die sprechenden Porträts. Während die Besucher sich durch die Flure begeben, kommen sie an Nachbildungen von Räumen aus Hogwarts vorbei, einschließlich des Schulleiterbüros, des Klassenraums, in dem die Verteidigung gegen die dunklen Künste gelehrt wird, und des Gemeinschaftsraums von Gryffindor. Im Schulleiterbüro werden die Besucher von Professor Dumbledore begrüßt und darüber in Kenntnis gesetzt, dass Professor Binns einen Vortrag über die Geschichte der Schule hält. In dem Raum, in dem die Verteidigung gegen die dunklen Künste gelehrt wird, erscheinen Harry, Ron und Hermine unter einem Tarnmantel und laden die Besucher zu einem Quidditch-Spiel ein. Vorher müssten sie sich aber im Raum der Wünsche treffen. Anschließend versucht Ron einen Zaubertrick vorzuführen, der jedoch nicht gelingt, sodass einer von diversen Spezialeffekten, in diesem Fall ein Schneeschauer von der Decke, ausgelöst wird. Bevor die Besucher in die Station gelangen, erinnern der sprechende Hut und die sprechenden Porträts sie erneut an die Sicherheitshinweise.

### Station

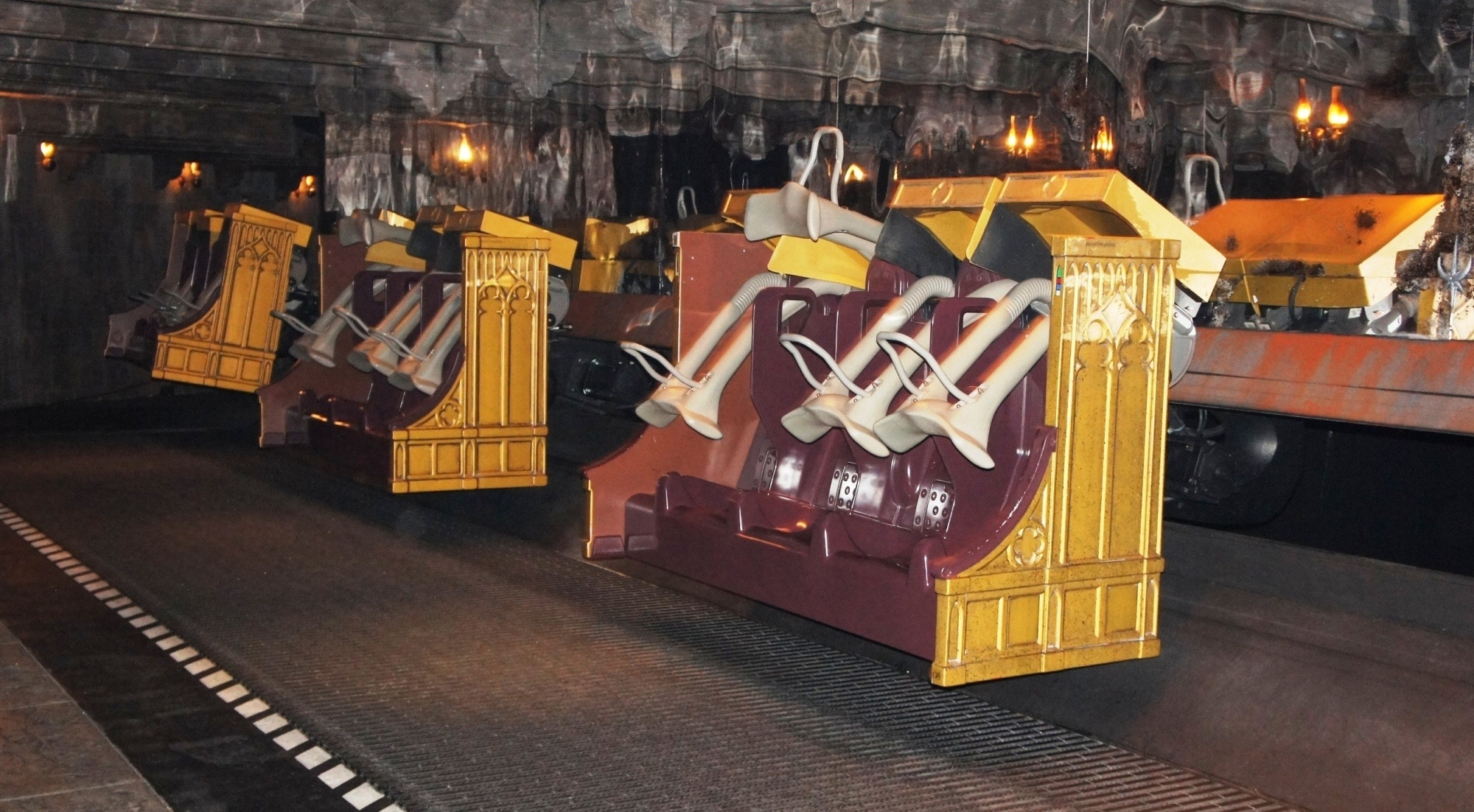
Die magischen Bänke sind auf dem Arm eines Industrieroboters befestigt.

Als Nächstes finden sich die Besucher im Raum der Wünsche wieder, der auch gleichzeitig die Station darstellt. Die Sitzbänke bewegen sich in gleichmäßiger Geschwindigkeit durch den Raum, parallel verläuft ein ca. 50 m langes Förderband, über das die Fahrgäste sicher zusteigen können. Am Ende des Raumes erheben sich die Sitzbänke und mit Hilfe des Flohnetzwerkes beginnt die Reise. Die anschließende Fahrt kombiniert reale Kulissen mit das komplette Sichtfeld einschließenden Projektionen.

### Fahrt
Zu Beginn der Fahrt streut Hermine eine Prise Flohpulver über die Fahrgäste und bittet sie, „Sternwarte“ zu sagen, damit das Flohnetzwerk sie zum gewünschten Ort bringt. Daraufhin brechen die Bänke in Richtung des Astronomieturms auf. Die Besucher verlassen den Astronomieturm durch den Kamin und gelangen in die Sternwarte, wo sie durch die geöffneten Fenster auf die Seen und Berge jenseits von Hogwarts schauen. Zu dem Zeitpunkt, zu dem die Besucher durch eines der Fenster nach draußen fliegen, bewegt der Roboterarm die Bänke in einer sanften Bewegung vor eine Vollbild-Leinwand und die Fahrgäste folgen Harry und Ron auf einem Flug um Hogwarts zu dem Quidditch-Spiel. Die magischen Sitzbänke kommen an einer Brücke zum Stehen, an der die Besucher von Wildhüter Hagrid gefragt werden, ob sie seinen Drachen gesehen hätten. Auf Drängen von Harry setzten die Besucher ihre Reise fort, unterqueren die Brücke und treffen auf den Drachen, der sogleich die Verfolgung der Besucher aufnimmt. Die Roboter bewegen die Sitzbänke von der Projektionsfläche zu einer realen Kulisse der Brücke, wo sich eine Animatronic des Drachen befindet, der den Besuchern „Feuer“ in Form von angeleuchtetem Nebel entgegen speit.
Die magischen Sitzbänke suchen Schutz vor dem Drachen in einer Kulisse des verbotenen Waldes, wo die Besucher auf eine Animatronic von Aragog treffen, die Wasser auf sie spritzt. Hermine vertreibt Aragog und die Fahrgäste flüchten aus dem verbotenen Wald während sich weitere Spinnen ihnen in den Weg stellen. Nachdem der Wald verlassen wurde, treffen die Fahrgäste auf die peitschende Weide, die den Eingang des Geheimganges an der heulenden Hütte bewacht. Die magischen Sitzbänke weichen den Hieben des Gewächses zunächst aus, werden schließlich aber doch getroffen, was die Fahrgäste direkt in die 360°-Projektion der Quidditch-Arena katapultiert. Zu dem Zeitpunkt, zu dem Slytherin ein Tor gegen Gryffindor erzielt, gelangen plötzlich Dementoren in die Arena. Harry versucht die Fahrgäste zu retten, indem er sie unter den Tribünen hindurch zurück nach Hogwarts eskortiert, doch die magischen Sitzbänke werden weiter von den Dementoren verfolgt und gelangen in die seit langem verlassene Kammer des Schreckens. Die Bänke bewegen sich wieder vor eine reale Kulisse, wo einer der Dementoren erscheint und den Fahrgästen hinterherjagt. Das Skelett des längst verstorbenen Basilisken liegt auf dem Boden der Kammer und stößt Staub in die Luft, der sich zu Lord Voldemort formt, während die Sitzbänke in den Mund der Statue von Salazar Slytherin gezogen werden.
Im Anschluss tauchen viele Dementoren aus der Dunkelheit auf, von denen einer herabschwebt und versucht, die Seelen der Fahrgäste in sich aufzusaugen. Dieser Effekt wird realisiert, indem die Gesichter der Fahrgäste auf eine Nebelwand vor dem Dementor projiziert werden, den Fahrgästen kalte Luft in das Gesicht geblasen und das Geräusch eines Herzschlags aus den in den Sitzbänken eingebauten Subwoofern abgespielt wird. Sobald Harry die Fahrgäste aus ihrer Benommenheit wieder geweckt hat, schlägt er die Dementoren mit einem Patronus-Zauber in die Flucht. Nachdem der letzte Dementor vertrieben ist, gelangen die Fahrgäste in das finale Projektions-Karussell, wo die Steine außerhalb der Kammer des Schreckens einstürzen. Die Fahrgäste schweben über den schwarzen See, zurück nach Hogwarts, durch die Haupthalle zum großen Treppenhaus, wo ihnen Lehrer und Schüler zujubeln. Professor Dumbledore befördert die Fahrgäste zum Schluss durch das Floh-Netzwerk zurück in den Raum der Wünsche, wo die Fahrt zu Ende ist und sie die Sitzbänke wieder verlassen.

## Sicherheitsbeschränkungen

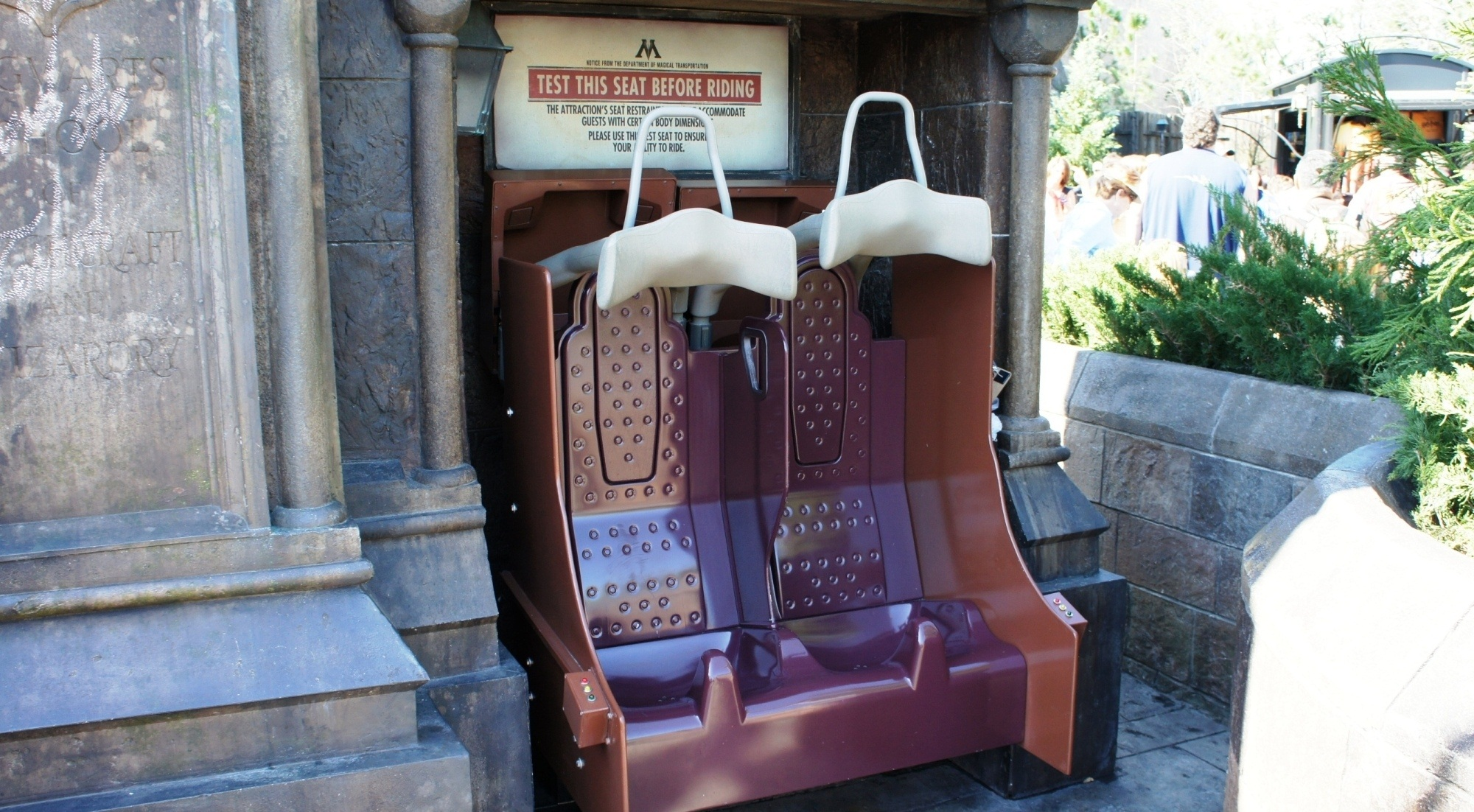
Am Eingang des Wartebereichs befinden sich Testsitze

Während es jedem gestattet ist, durch den Wartebereich zu gehen, müssen die Fahrgäste eine Mindestgröße von 1,20 m aufweisen. Die Sicherheitsbeschränkungen sehen kein Maximalgewicht vor, jedoch müssen die Fahrgäste den Schulterbügel schließen können. Vor dem Eingang und am Ende des Wartebereichs befinden sich Testsitze, die den Besuchern durch Aufleuchten verschiedenfarbiger Lampen signalisieren, ob das Fahrgeschäft für sie geeignet ist. Personen, die normalerweise in anderen Fahrgeschäften aufgrund ihrer Körpermaße einen speziellen Sitz benötigen, haben meistens Probleme, den Schulterbügel zu schließen. Falls die Fahrgäste nicht durch den Schulterbügel gesichert werden können, dürfen sie das Fahrgeschäft nicht benutzen. Um dieses Problem zu lösen, hat Universal Veränderungen am Rückhaltesystem einiger Sitze vorgenommen, um auch größere Fahrgäste befördern zu können. Im Zuge dieser Modifikationen wurde weder die Größe der Sitze angepasst, noch wird die Sicherheit von kleineren Fahrgästen gefährdet.

## Geschichte
Im Januar 2007 kamen erstmals Gerüchte auf, dass Universal einen Harry-Potter-Themenbereich in den Islands of Adventure plane. Es folgten weitere Gerüchte über ein Projekt mit dem Codenamen Strong Arm, in dem Robocoaster von KUKA zum Einsatz kommen sollten. Am 31. März 2007 verkündete Universal offiziell, dass ein Themenbereich mit dem Namen The Wizarding World of Harry Potter in Kooperation mit Warner Bros. in den Islands of Adventure Einzug erhalten würde. Erste Bauarbeiten an dem neuen Themenbereich wurden Ende Oktober 2007 vorgenommen, mit den Arbeiten an Harry Potter and the Forbidden Journey wurde im Februar 2008 begonnen. Die Bauarbeiten wurden in der zweiten Jahreshälfte 2010 abgeschlossen. Das Fahrgeschäft nahm am 1. Juni 2010 seinen Betrieb auf, die offizielle Eröffnung fand am 18. Juni statt.
Am 6. Dezember 2011 wurde angekündigt, dass Universal eine weitere Wizarding World of Harry Potter in den Universal Studios Hollywood eröffnen würde; eine der Attraktionen würde eine weitere Version von Harry Potter and the Forbidden Journey sein. Am 5. Mai 2011 erschien in der Los Angeles Times ein Bericht, dass der Universal-Park in Japan zum Jahr 2014 ebenfalls eine Wizarding World of Harry Potter, inklusive Harry Potter and the Forbidden Journey erhalten würde. Die japanische Ausführung von Harry Potter and the Forbidden Journey wurde am 15. Juli 2014 eröffnet.

## Transportsystem

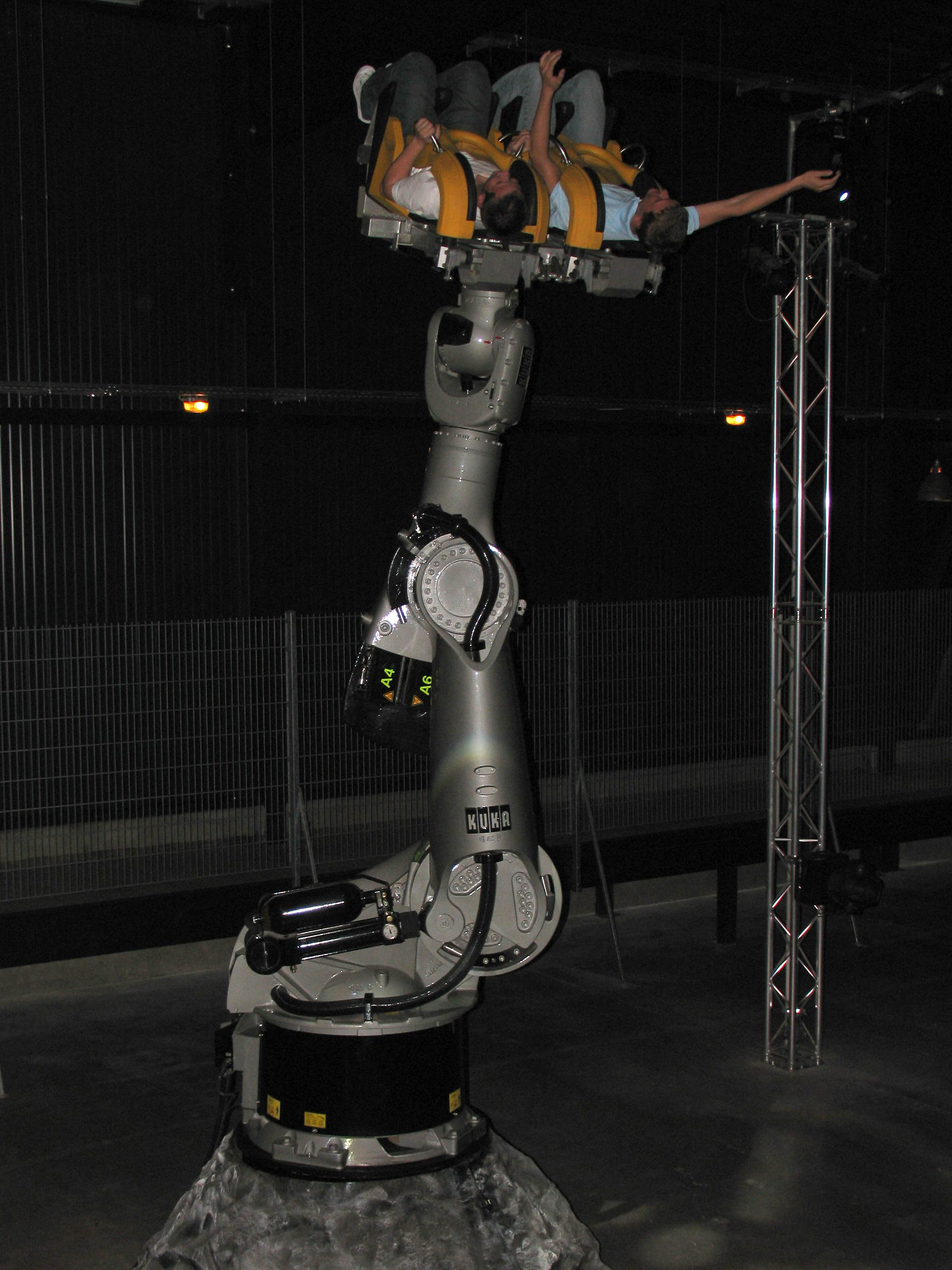
Ein Robocoaster von KUKA, hier in stationärer Ausführung fest mit dem Boden verbunden

Das Transportsystem von Harry Potter and the Forbidden Journey wurde von dem kanadischen Anlagenbauer Dynamic Structures gebaut, der sich schon für diverse Fahrgeschäfte in mehreren Disney-Parks verantwortlich zeigte. Es wurden Robocoaster von KUKA verwendet, die bislang ausschließlich als fest im Boden verankerte Ausführungen anzutreffen waren. Harry Potter and the Forbidden Journey unterscheidet sich von diesen Fahrgeschäften in der Hinsicht, dass die Roboter in einem Endlos-Transportsystem durch die Halle bewegt werden. Die Fahrzeugbasen werden dabei von vier Schwerlastrollen getragen, die durch eine Führungsschiene über den mit Stahlplanken beschlagenen Betonboden geführt werden. Die Fahrgastträger sind auf den Armen der Roboter befestigt. So wird den Robocoastern ermöglicht, durch die Halle zu fahren und gleichzeitig mit den Thematisierungselementen (reale Kulissen, Projektionen) synchronisierte Bewegungen auszuführen. Dieses System wurde 2004 erstmals auf der IAAPA der International Association of Amusement Parks and Attractions vorgestellt. Ein großer Nachteil dieses komplexen Fahrsystems ist, dass die Fahrgäste im Fall einer Notabschaltung nicht schnell evakuiert werden können und daher mitunter für längere Zeit in einer unbequemen Position verharren müssen.

## Gestaltung
Das Fahrgeschäft wurde von Universal Creative in Zusammenarbeit mit der Warner Bros. Recreation Group entworfen. Thierry Coup, der bereits an The Amazing Adventures of Spider-Man, Shrek 4-D und Revenge of the Mummy mitgearbeitet hat, war Creative Director bei den Planungen.

## Besetzung
In den Videosequenzen von Harry Potter and the Forbidden Journey haben viele der aus den Filmen bekannten Schauspieler mitgespielt:
- Harry Potter, gespielt von Daniel Radcliffe
- Ron Weasley, gespielt von Rupert Grint
- Hermine Granger, gespielt von Emma Watson
- Albus Dumbledore, gespielt von Michael Gambon
- Rubeus Hagrid, gespielt von Robbie Coltrane
- Draco Malfoy, gespielt von Tom Felton
- Ginny Weasley, gespielt von Bonnie Wright
- Fred Weasley, gespielt von James Phelps
- George Weasley, gespielt von Oliver Phelps
- Professor Flitwick, gespielt von Warwick Davis
- Neville Longbottom, gespielt von Matthew Lewis

## Rezeption
Harry Potter and the Forbidden Journey wurde von den meisten Kritikern aufgrund der innovativen Technik und der Thematisierung gelobt. Arthur Levine von About.com konstatiert, dass er sich an einen „wahrlich magischen Ort versetzt fühlte. In einigen wunderbaren Momenten wirkten das Flohnetzwerk, die fliegenden Bänke und die peitschende Weide nicht nur scheinbar real, sondern tatsächlich echt.“ Er bewertete Harry Potter and the Forbidden Journey mit fünf von fünf möglichen Sternen und schrieb, dass das Fahrgeschäft das beste seiner Art sei. Robert Niles von Theme Park Insider lobte Universal Creative für die Detailverliebtheit des Fahrgeschäfts. Niles schrieb, dass das Unternehmen seine Erwartungen so hoch wie möglich setzte, und dass das Fahrgeschäft das „fortschrittlichste und bezauberndste in der Geschichte der Freizeitparkindustrie“ sei. Ricky Brigante von Inside the Magic beschreibt das Fahrgeschäft als eine „umwerfende Reise, die keiner verpassen dürfe“ und kritisierte zugleich die unzusammenhängende Handlung.